# Port-d'Envaux

Port-d'Envaux este o comună în departamentul Charente-Maritime, Franța. În 1 ianuarie 2022 avea o populație de 1.170 de locuitori.